# Manuel Montes de Oca
Manuel Montes de Oca (Medina Sidonia, 1804 - Vitòria, 20 d'octubre de 1841) va ser un marí i polític espanyol, ministre durant la minoria d'edat d'Isabel II.
Es va formar en l'Acadèmia de Guàrdies Marines i en 1822 va embarcar per primera vegada. Va combatre els corsaris anglesos a les Antilles. De 1834 a 1837 és procurador en Corts per Cadis. Nomenat Ministre de Marina, Comerç i Ultramar en 1839 amb Espartero de qui era amic personal, dirigeix les accions militars per controlar als amotinats en 1840 contra el Regent, però acaba per unir-se als moderats que preparen la revolta final contra el Govern. Organitza l'aixecament de 1841 al País Basc, però el fracàs d'O'Donnell l'obliga a tractar de fugir a França, però fou capturat, sentenciat a mort pel general esparterista Martín Zurbano i afusellat el 20 d'octubre.
Benito Pérez Galdós va titular Montes de Oca un dels seus Episodios Nacionales (el vuitè de la tercera sèrie), en el qual es relata el seu aixecament, fugida de Vitòria, traïció a Bergara dels miñones que l'acompanyaven, i afusellament a Vitòria, on havia estat conduït.